# Hugo Bänziger
Hugo Bänziger (* 3. Januar 1956; heimatberechtigt in Zürich) ist ein Schweizer Ökonom und Bankmanager.
Er bekleidete von 2006 bis 2012 im Vorstand der Deutschen Bank das Amt des Chief Risk Officers und war Mitglied des Group Executive Committee. Per Ende Mai 2012 schied Bänziger aus dem Vorstand der Deutschen Bank aus.
Von 2014 bis Ende 2018 war Hugo Bänziger geschäftsführender Teilhaber der Schweizer Privatbank Lombard Odier. Darüber hinaus ist Hugo Bänziger Vorstandsmitglied der John D.V. Salvador Foundation (JDVSF) und gehört dem Advisory Board von CountryRisk.io an. 

## Leben
Hugo Bänziger studierte Neuere Geschichte, Recht und Volkswirtschaft an der Universität Bern und promovierte dort anschliessend in Wirtschaftsgeschichte. 
Nach seinem Studium begann er 1983 seine Laufbahn bei der Eidgenössischen Bankenkommission (EBK). Von 1985 bis 1996 war Hugo Bänziger bei der Credit Suisse in Zürich und London im Bereich Retail Banking und anschliessend als Relationship Manager im Bereich Corporate Finance tätig. 1990 wurde er zum Global Head of Credit für CS Financial Products ernannt.
1996 wechselte er zur Deutschen Bank, zunächst in der Funktion als Leiter Global Markets Credit in London. Im Jahr 2000 wurde er zum Chief Credit Officer bestimmt; ab 2004 verantwortete er darüber hinaus das Management der operationellen Risiken. Am 4. Mai 2006 wurde er als Chief Risk Officer in den Vorstand der Deutsche Bank AG berufen. Zu seinem Verantwortungsbereich zählten das Management von Kredit-, Marktpreis- und operationellen Risiken sowie die Bereiche Corporate Security & Business Continuity und Treasury. Ab Mai 2007 war er zudem verantwortlich für die Bereiche Recht und Compliance.
Hugo Bänziger war von 2012 bis 2018 Mitglied des Aufsichtsrats der EUREX Clearing AG, der EUREX Frankfurt AG und Präsident des Verwaltungsrats der EUREX Zürich AG. Im November 2012 wurde er zum Mitglied des Internationalen Komitees vom Roten Kreuz kooptiert. Er ist ausserordentlicher Professor der University of Chicago Booth School of Business und Gastprofessor der London School of Economics.
Er war Vorsitzender des Aufsichtsrates der DWS Investment GmbH. Ab April 2014 war er geschäftsführender Teilhaber der Privatbank Banque Lombard Odier & Cie und schied dort zum Jahresende 2018 wieder aus.

## Publikation
- Die Entwicklung der Bankenaufsicht in der Schweiz seit dem 19. Jahrhundert. Haupt, Bern/Stuttgart 1986, ISBN 3-258-03563-6 (Bankwirtschaftliche Forschungen. Bd. 95).